# Митрофан Берски
Митрофан (на гръцки: Μητροφάνης, Митрофанис) е православен духовник, митрополит на Вселенската патриаршия.

## Биография
Митрофан е берски митрополит и принадлежи към онези учени, на които при патриарх Йеремия II Константинополски водят кореспонденция с лутеранските теолози от Тюбингенския университет във Вюртемберг. Митрофан е споменат и в писмо на Теодосиос Зигумалас до Мартин Крусиус от 1578 година. В 1578 година се запознава със Стефан Герлах в Цариград.